# Gonia fuscicollis
Gonia fuscicollis är en tvåvingeart som beskrevs av Tothill 1924. Gonia fuscicollis ingår i släktet Gonia och familjen parasitflugor. Inga underarter finns listade i Catalogue of Life.